# Лёвенхольм (замок)
Лёвенхольм (дат. Løvenholm slot) — старинный замок на полуострове Дьюрсланд к востоку от города Раннерс в регионе Центральная Ютландия, Дания. По своему типу относится к водным замкам. До 1647 года назывался Гьесингхольм (Gjesingholm).

## История

### Ранний период
Впервые укреплённая усадьба в этом месте упоминается в документах 1445 года. Тогда это сооружением именовали Гьесингхольм. Владельцем земли и крестьян был монастырь святого Иоанна из Виборга, который уступил поместье монахам-бенедиктинцам из аббатства Эссенбек.
После Реформации имущество монастыря было конфисковано королевскими чиновниками. Новым собственником стал граф Эрик Эриксен Баннер (1481–1554). Ему было поручено курировать замок Калё, в котором в статусе заложника находился будущий король Швеции Густав I Ваза. Баннер возглавил дворян Ютландии во время Графской распри (1534–1536).
Представители рода Баннер реконструировали и расширили каменное здание резиденции. К 1576 году были построены восточное крыло и угловая башня в северной части комплекса.
В конце XVI века замок был продан Эске Броку (1560–1625). В 1609 поместье приобрёл и сделал своей главной резиденцией Герт фон Рантцау из Брайтенбурга (1558–1627). Его сын Кристиан цу Рантцау (1614–1663) в 1650 году был удостоен в Вене графского титула. В 1653 году он стал имперским графом и два года представлял Веттерау в Вечном Рйхстагее в Регенсбурге. Затем Кристиан цу Рантцау был королевским губернатором датских провинций (с 1648 по 1661 год).
Кристиан цу Рантцау часто бывал в замке и построил здесь в 1642 году южную башню. Поскольку на гербе Рантцау изображён золотой лев, то с 1647 года поместье переименовали в Лёвенхольм. Таким образом, замок стал частью имперского графства Рантцау, созданного особым указом в 1649 году. Позднее это решение было подтверждено указом 1653 года.

### XVIII век
Род Рантцау владел замком Лёвенхольм до 1726 года. Ещё в 1721 году был убит 3-й имперский граф Кристиан Детлеф цу Ранцау. Убийцей, предположительно, стал его брат Вильгельм Адольф цу Рантцау (1688–1734), который и принял титул 4-го (и последнего) имперского графа. В 1726 году он был арестован датчанами и оставался под стражей в замке Акерсхус в Норвегии до смерти. Датские чиновники предъявила ему обвинения в датском суде, хотя он подлежал юрисдикции Священной Римской империи.
Датский король был заинтересован в том, чтобы включить графство Рантцау в состав своих владений. Об этом даже был заключён тайный договор с имперским графом Дитлев цу Ранцау, что в случае отсутствия наследников мужского пола графство переходит датской короне. После судебных тяжб в 1732 году Лёвенхольм перешёл во собственность датского графа Фредерика Даннескьёльд-Самсо (1703-1770).

### XIX–XX века
Представители рода Даннескьёльд-Самсо владели замком Лёвенхольм более полутора веков. Через несколько поколений поместье в 1920-е годы было продано Вальдемару Уттенталю (Waldemar Uttental), который также был собственником замка Гаммель Эструп. Новый собственник хотел в конце 1920-х годов устроить в замке частную школу Løvenholm Fonds School (филиал нтерната Jutland Herlufsholm). Однако по разным причинам частная школа так и не начала функционировать.
Некоторое время замок пустовал. Затем Лёвенхольм был выкуплен местными властями. Здесь были созданы лаборатории для исследований в области сельского и лесного хозяйства и организовано обучение студентов. Управлением поместьем занимается специальная организация — Løvenholm Fonden.

## Описание замка
Комплекс состоит из двух каменных двухэтажных зданий, который примыкают друг к другу под прямым углом. К углам восточного крыла примыкают две выступающие башни. В прежнее время имелась стена, которая образовывала внутренний квадратный двор. Замок находится на искусственном острове прямоугольной формы. Попасть в Лёвенхольм можно через мост, переброшенный через северный ров. Ранее этот мост был подъёмным.

## Галерея

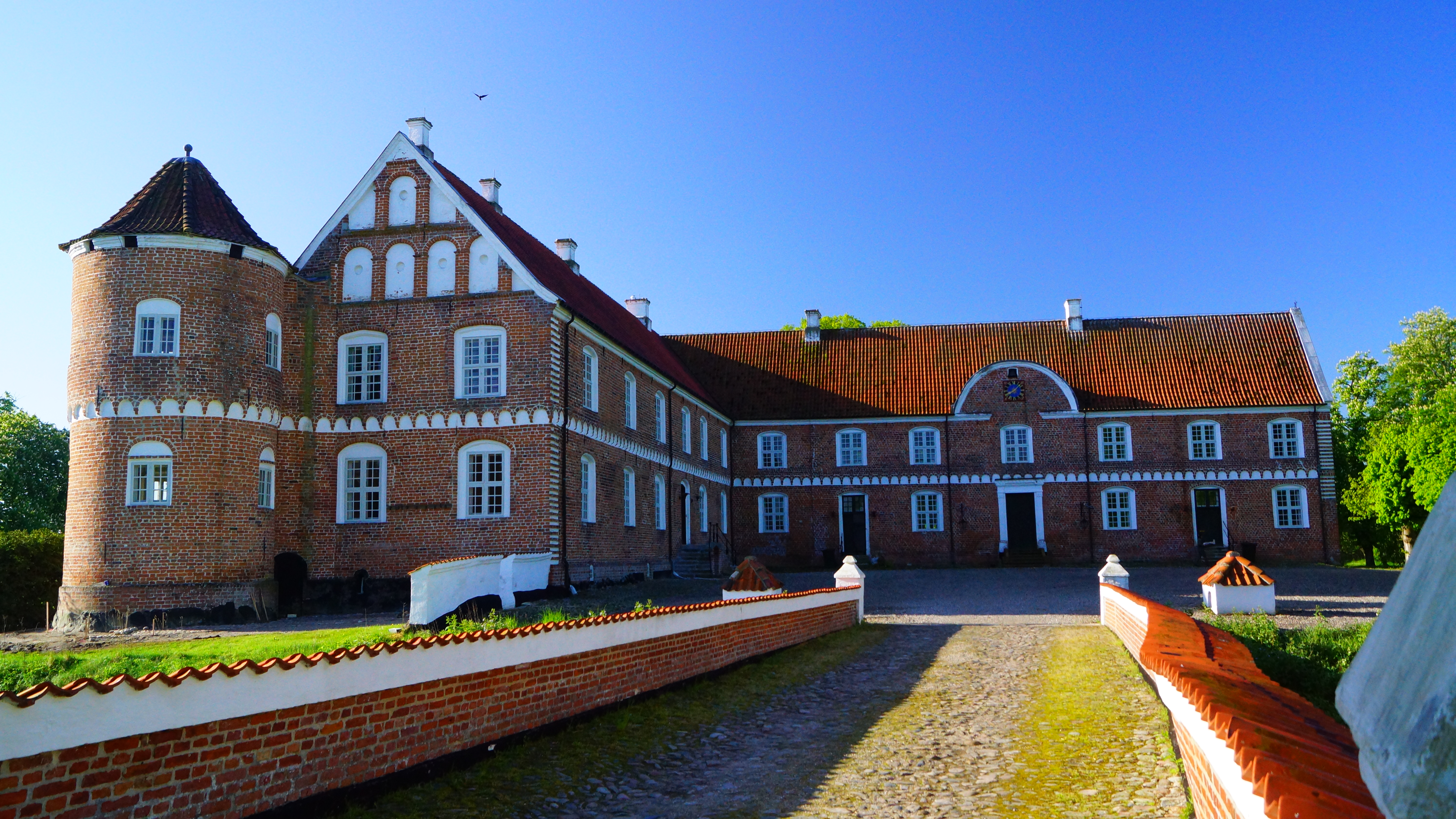
Вид замка со стороны моста
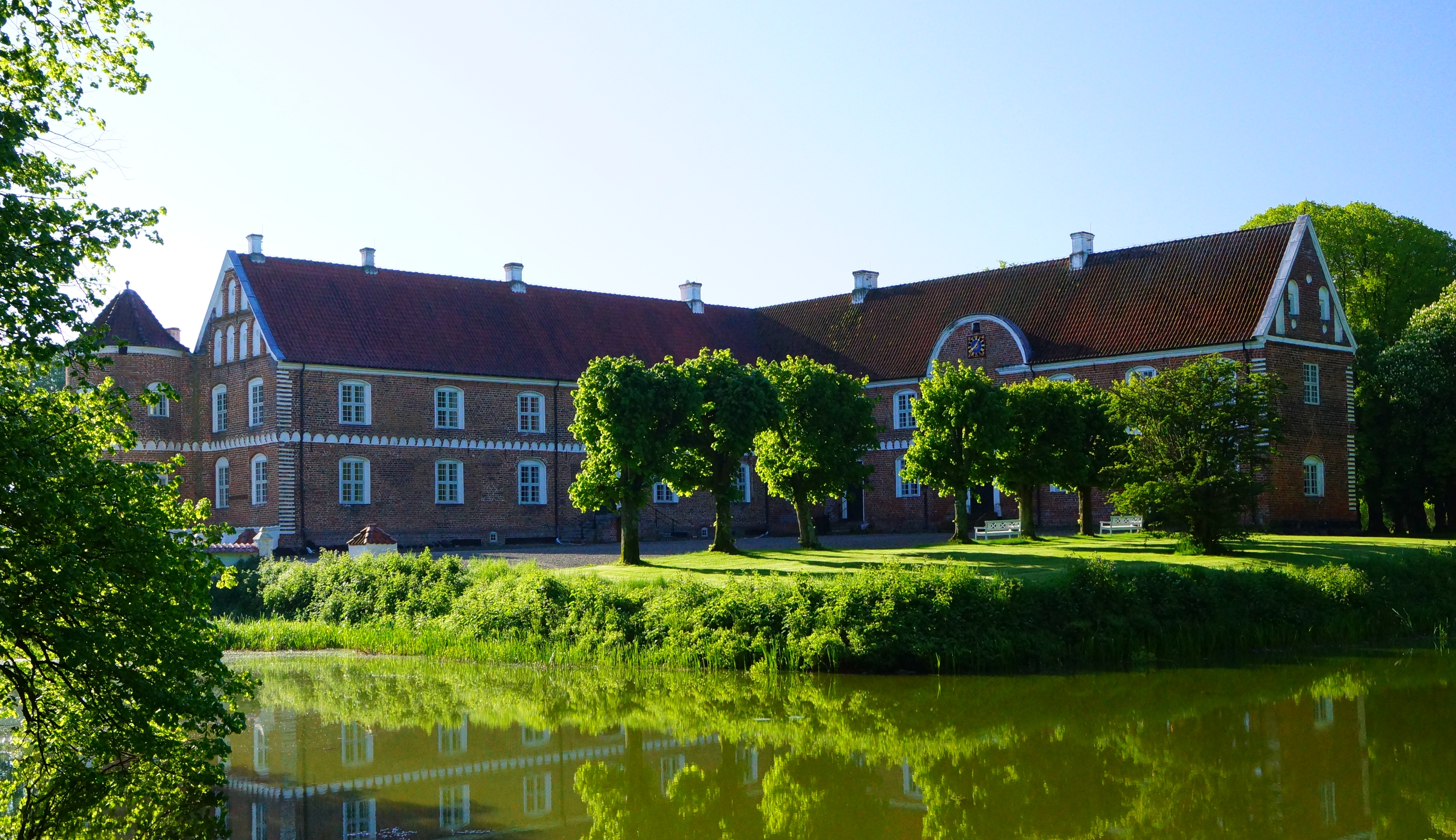
Вид комплекса с северо-западной стороны
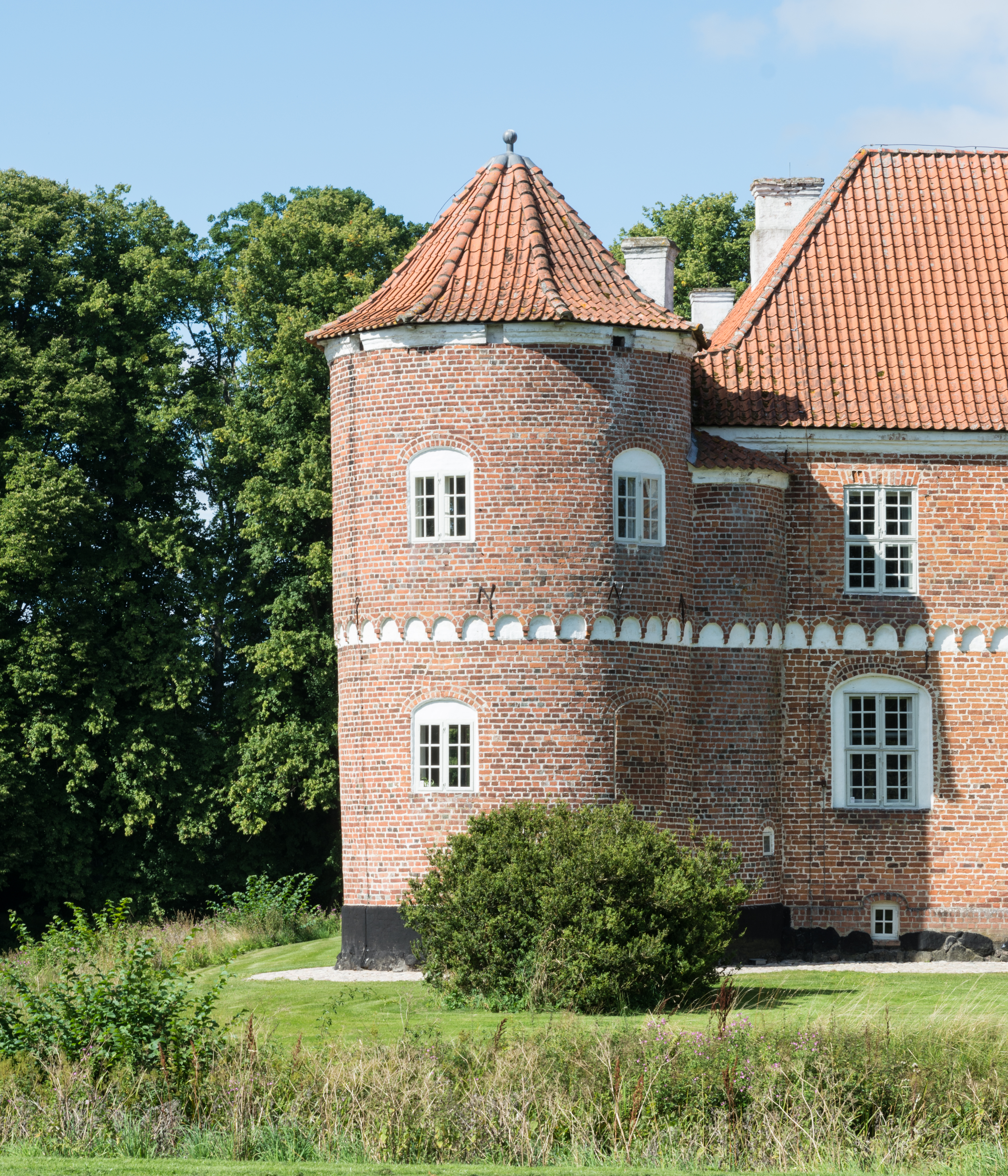
Угловая башня
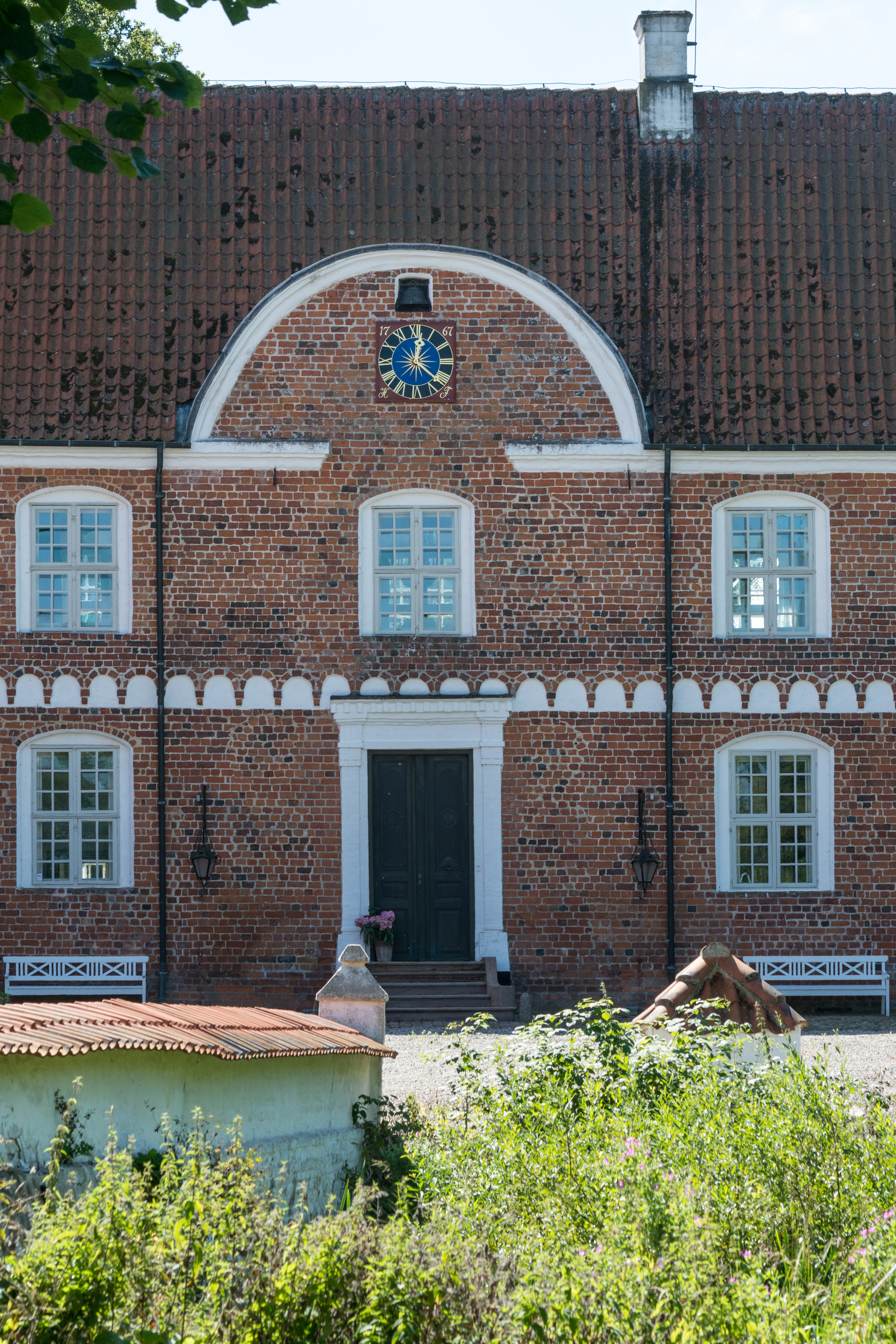
Главный вход в замок
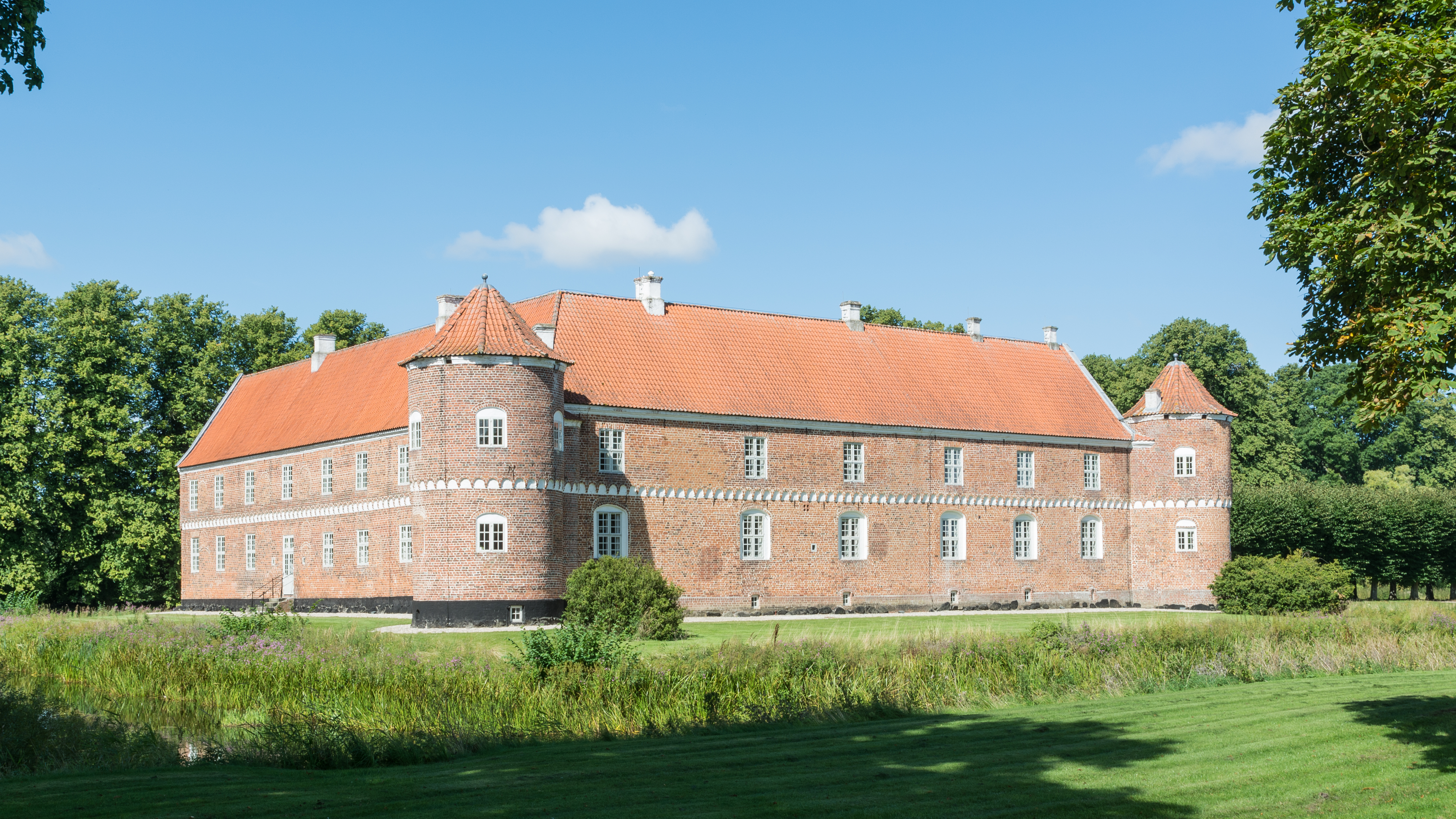
Вид комплекса с восточной стороны